# Степанов, Михаил Архипович
Михаил Архипович Степанов (1900 — 1940) — видный деятель ВЧК/ГПУ/НКВД СССР, старший майор государственной безопасности.

## Биография
Родился в 1900 году. Место рождения — д. Языковка Аткарского уезда Саратовской губернии.
Закончил городское начальное училище; вечерние бухгалтерские курсы (Саратов).

## Карьера
В РККА с 1917 года: рядовой 92 пехотного полка; командир взвода 1 Саратовского Красного батальона; заведующий контрольным подотделом Саратовского горпродкома; инспектор Особой продкомиссии Южного и Юго-Восточного фронтов; управляющий делами опродкома 11 армии (Баку)
В органах ВЧК с 1920 года: в Особом отделе ВЧК 18-й кавалерийской дивизии; помощник уполномоченного Иностранного отдела, уполномоченный Особого отдела ЧК при СНК ЗСФСР; уполномоченный группы, начальник Контрразведывательного отдела ЧК при СНК ССР Грузия.
В органах ГПУ с 1928 года: начальник III-го отделения Особого отдела, Секретного отдела, помощник начальника Секретно-оперативного управления, начальник Секретно-политического отдела, заместитель начальника Особого отдела Полномочного представительства ОГПУ по Ленинградскому военному округу; начальник Челябинского оперативного сектора ГПУ; начальник Секретно-политического отдела Полномочного представительства ОГПУ по Уралу; начальник Секретно-политического отдела Полномочного представительства ОГПУ по Свердловской области.
14 мая — 10 июля 1934 года — председатель ГПУ Абхазии.
В органах НКВД с 1934 года: начальник 36-го пограничного отряда НКВД; начальник Управления НКВД Абхазии; заместитель начальника Управления НКВД Грузии; заместитель народного комиссара внутренних дел ЗСФСР, Грузинской ССР, Украинской ССР.
Арестован 31 января 1938 года. Приговорен по ст. 58-7, 17-58-11 УК РСФСР к 12 годам лишения свободы. 17 октября 1940 года умер в Севжелдорлаге близ г. Емва Княжпогостского района Коми АССР. Не реабилитирован.